# Mozambique Drill
Mozambique Drill, zwany także Djibouti Shooty, technika strzelecka wykorzystywana  do szybkiego powstrzymywania ataku przeciwnika znajdującego się w niewielkiej odległości. Polega ona na wystrzeleniu dwóch pocisków w tułów, w środek ciężkości przeciwnika prowadząc do zachwiania jego równowagi, błyskawicznym ocenieniu strzałów i precyzyjnie wymierzonym strzale w głowę.
Trzeci strzał powinien być wycelowany tak by zniszczyć mózg przeciwnika co oznacza jego śmierć i zapobieżenie jego ewentualnemu atakowi. Technika została wprowadzona do użytku militarnego przez Jeffa Coopera żołnierza Korpusu Piechoty Morskiej Stanów Zjednoczonych, na podstawie doświadczeń jego ucznia, Mike’a Rousseau pełniącego służbę wojskową w Mozambiku. Rousseau zginął podczas walk w wojnie rodezyjskiej.